# Star Wars Kid
Ghyslain Raza, mer känd som Star Wars Kid,  (född 1988), från Trois-Rivières, Québec, Kanada, blev känd på internet i april 2003 när en video han spelat in själv läckte ut på internet.
Videon lades ut på Kazaa 2003 och senare på Youtube. År 2006, när Youtube varit publikt i ett år, hade filmen visats 900 miljoner gånger. Detta innebar att videon var det mest visade klippet i internets historia. Som en följd av det spridda videoklippet utsattes Raza för mobbing i skolan och det blev omöjligt för honom att delta i undervisningen. Senare stämde Raza och hans familj tre av hans före detta klasskamrater på  351 000 dollar för den skada som åsamkades av att klippet spreds. En förlikning nåddes innan ärendet hann hanteras i domstol.

## Videon
Den 8 november 2002 spelade den dåvarande fjortonåriga pojken in en film där han imiterade Star Warskaraktären Darth Maul, användande en golfbollshämtare som ljussabel. Det filmades i studion på Séminaire St-Joseph gymnasieskola. Kassetten lämnades i studion några månader. I april 2003 hittade kassettägaren pojkens inspelningar och delade dem med några vänner. Då de tyckte det var en rolig sekvens spelade de in den som en wmv-fil och delade med sig av den med hjälp av fildelningsnätverket Kazaa. Filen kallade de Jackass_starwars_funny.wmv.